# Jeleznik, Burgas
Jeleznik (în bulgară Железник) este un sat în comuna Karnobat, regiunea Burgas,  Bulgaria. 

## Demografie
Componența etnică a satului Jeleznik
     Bulgari (98,91%)
     Nicio identificare (1,08%)
     Altele (0%)
La recensământul din 2011, populația satului Jeleznik era de 92 locuitori. Din punct de vedere etnic, majoritatea locuitorilor (98,91%) erau bulgari. Pentru 1,08% din locuitori nu este cunoscută apartenența etnică.